# Belp
Belp là một đô thị ở huyện Seftigen ở bang Berne ở Thụy Sĩ. Đô thị này có diện tích 23,3 km², dân số năm tháng 12 năm 2018 là 11507 người. Đô thị này nằm gần sân bay Berne.